# Герт Јонке
Герт Јонке (Клагенфурт, 8. фебруар 1946 — Беч, 4. јануар 2009) био је аустријски песник, драматург и романописац.

## Живот
Јонке је рођен и школован у Клагенфурту. Похађао је Гимназију (универзитетску припремну школу) и Конзерваторијум. Након одслужења војног рока, наставио је студије на Универзитету за музику и сценске уметности у Бечу, на одсеку за филм и телевизију. Међутим, тамо није завршио студије, као ни студије историје, филозофије, теорије музике или германистике на Универзитету у Бечу које су уследиле. Упркос томе, 1971. је добио стипендију за студирање у Западном Берлину, где је остао пет година. Потом је живео годину дана у Лондону, након чега су уследила дуга путовања по Блиском истоку и Јужној Америци, након чега се поново настанио у Аустрији.
Јонке је умро од рака у 62. години 4. јануара 2009. у Бечу. Сахрањењн је у почасном гробу у Средишњем бечком гробљу.

## Романи (преведенe на енглески)
- 2000, Геометријски регионални роман (2000 Geometric Regional Novel (Champaign: Dalkey Archive Press))
- 2008, Омаж Чернију: Студије виртуозне технике (Homage to Czerny: Studies in Virtuoso Technique (Champaign: Dalkey Archive Press))
- 2009, Заслепљујући тренуци: Четири комада о композиторима (Blinding Moment: Four Pieces About Composers (Riverside: Ariadne Press)
- 2009, Бечки систем: Од небеске улице до трга земљане хумке (System of Vienna: From Heaven Street to Earth Mound Square (Champaign: Dalkey Archive Press))[2]
- 2010, Удаљени звук (The Distant Sound (Champaign: Dalkey Archive Press)
- 2012, Буђење у Великом спавачком рату (Awakening to the Great Sleep War (Champaign: Dalkey Archive Press).